# مهدي أباد (تشالوس)
مهدي أباد (بالفارسية: مهدی‌آباد) هي قرية تقع في قسم كلارستاق الشرقي الريفي (مقاطعة تشالوس) في إيران. يقدر عدد سكانها بـ 581 نسمة.